# Денщиков, Валерий Васильевич
Валерий Васильевич Денщиков (род. 2 июня 1952 год, Минусинск) — заслуженный тренер Российской Федерации, почетный гражданин Аскизского и Алтайского районов, заслуженный работник физической культуры Российской Федерации, заслуженный работник физической культуры и спорта Республики Хакасия. Подготовил 43 мастеров спорта СССР и 4 мастеров спорта международного класса.

## Биография
Дедушка Валерия Денщикова работал штабс-капитаном у царя и в благодарность за службу со временем получил два завода и деревни на Южном Урале — сейчас это Октябрьский район Челябинской области. В 1933 году семья была раскулачена и сослана в Сибирь. Фамилия дедушки изначально была Клаус, впоследствии он взял другую фамилию — Денщиков. Отец Валерия Денщикова умер, когда мальчику исполнилось 15 лет. Он воевал, и во время войны получил 12 ранений. Мама Валерия Денщикова выросла в детдоме.
Валерий Денщиков родился 2 июня 1952 года в Минусинске. Вначале Валерий Денщиков ходил в детский сад, затем некоторое время жил в детском доме, потому что там было нормальное питание. Затем было обучение в школе-интернате № 8 Минусинска. Там получил восьмиклассное образование. Затем была учёба в механическом техникуме Красноярска по специальности «техник-механик поточных линий в машиностроении». Во время поездки в Минусинск стал ходить в лыжную секцию. Первым тренером стал Владимир Семенович Зимин, который привил любовь к спорту. У семьи было тяжелое финансовое состояние, и Денщиков стал работать — разгружать вагоны с углем вместе с другом. Из-за работы временно бросал обучение в техникуме и секцию лыжного спорта. Когда об этом узнал тренер Зимин, вся секция по лыжному спорту приходила помогать Денщикову разгружать уголь, пока тот не вернулся к учёбе. В 1968 году на всесоюзных соревнованиях по лыжным гонкам «Олимпийские надежды» в Мурманске, «Долина Уюта», занял 6 место. Когда первый тренер Зимин трагически погиб, Валерий Денщиков перестал заниматься у тренеров и начал тренироваться самостоятельно. Стал кататься на велосипеде, и когда было объявлено о соревнованиях по велоспорту в Красноярске — поехал туда. Поехал — и выиграл первенство Красноярского края. Во время участия в первенстве Советского Союза в Нальчике, стал двенадцатым.
В 1970 году начал работать электромонтажником в студенческом отряде. В 1971 году получил образование в Минусинском техникуме механизации и электрификации сельского хозяйства. В 1972 году занялся тренерской работой. Во времена студенчества Валерий Деньщиков выполнил разряд по настольному теннису, был кандидатом в мастера спорта по борьбе самбо. Занимался лыжным спортом. В 1982 году окончил Абаканский государственный педагогический институт. В Хакасии организовал школу велосипедного спорта. В 1986 году в Москве окончил обучение в высшей школе тренеров. Вначале у Валерия Денщикова была самостоятельная тренерская работа, затем открылась детско-юношеская спортивная школа по велоспорту и он стал работать там. Работал государственным тренером в Олимпийском комитете. Воспитал 43 мастеров спорта ССП, победителей первенств России и СССР, 4 мастеров спорта международного класса. В 2013 году получил высшую ведомственную награду Министерства спорта России — почетный знак «За заслуги в развитии физической культуры и спорта». 14 мая 2014 года стал министром спорта республики. В 2015 году получил орден «За заслуги перед Хакасией». В 2015 году он стал «Почётным гражданином Алтайского района». В феврале 2017 года начал руководить администрацией главы Хакасии.

## Воспитанники
Из воспитанников Валерия Денщикова первым мастером спорта СССР стал Виктор Ломакин в 1976 году. Он стал вторым среди взрослых в первенстве России по многодневной гонке, которая тогда проходила в Красноярске. Виктор Ломакин участвовал на простом велосипеде и показал норматив мастера спорта СССР.Среди соперников Виктора Ломакина было свыше 40 мастеров спорта. Он стал первым спортсменом-велосипедистом из Хакасии, который смог получить это звание. Среди Воспитанников Валерия Денщикова: Александр Шпаковский, Анатолий Храмлюк, Андрей Симагин, Олег Козлитин, Виктор Струков.
Ещё один подопечный Валерия Денщикова — хакасский велогонщик Сергей Бяков, мастер спорта международного класса, кандидат в олимпийскую сборную 1992 года и победитель этапов Кубка мира.
С двенадцатилетнего возраста велосипедист и мастер спорта Виктор Струков тренировался у Валерия Денщикова. На протяжении 10 лет он был членом сборной СССР и входил в команду ЦСКА. Работал тренером, впоследствии стал министром спорта.